# ارتش گوریو
ارتش گوریو نیروی نظامی اصلی سلسله گوریو بود. در طول دوره سه پادشاهی پسین، وانگ گان، کونگ یه، حاکم ته بونگ، را سرنگون کرد و نام آن را از روی سلسله گوگوریو به گوریو تغییر داد. او ارتش‌ها و نیروهای دریایی پادشاهی را علیه شیلا و بکجه جدید رهبری کرد و شبه جزیره را متحد ساخت. گوریو قادر بود در زمان جنگ، قدرت نظامی قابل توجهی را بسیج کند.
در دوره اولیه، این ارتش به خاطر دفاع موفقیت‌آمیز از مرزهای شمالی در برابر خیتان‌ها و جورچن‌ها شناخته می‌شد. اما دربار امپراتوری و علمای رسمی با نظامیان بدرفتاری کردند و امپراتور را سرنگون کردند و یک رژیم نظامی برقرار کردند که یک قرن دوام آورد. در دوره میانی، این ارتش به خاطر دفع امپراتوری مغول نیز شناخته می‌شد تا اینکه آنها پس از نهمین حمله تسلیم شدند و امپراتور را به مقام پادشاه تنزل دادند. رژیم نظامی با حکومت مغول‌ها مخالفت می‌کرد تا اینکه دربار سلطنتی به دستور آنها، آنها را سرنگون کرد. ارتش سامبیولچو در پاسخ علیه مغول‌ها شورش کرد تا اینکه آنها را سرکوب کردند.
نیروی دریایی به خاطر کمک به مغول‌ها در حمله به ژاپن شناخته شده بود، اما ژاپنی‌ها آنها را شکست دادند و جنوب را در برابر حملات دزدان دریایی ووکو بی‌دفاع گذاشتند. نیروی دریایی پس از استفاده مغول‌ها در حمله به ژاپن، سلاح‌های باروتی را ابداع کرد تا کشتی‌های خود را با توپ و موشک مجهز کند و دفاع دریایی خود را تقویت کند. 
در اواخر دوره، پادشاه گونگمین، گوریو را از نفوذ مغول‌ها پاکسازی کرد و حاکمیت خود را دوباره به دست آورد. آنها به شمال حمله کردند و برخی از سرزمین‌های گوگوریو در جنوب منچوری را پس گرفتند. با این حال، آنها را در طول تهاجم دستار قرمزها به گوریو از دست دادند اما آنها را دفع کردند. با این حال، جنگ‌ها گوریو را به ویرانی کشاندند. ژنرال یی سونگ گی، که دستور حمله به مینگ برای بازپس‌گیری لیائودونگ را داشت، از ویهوادو عقب‌نشینی کرد و گوریو را سرنگون و سلسله چوسون را تأسیس کرد.

## تاریخچه

### دوره سه پادشاهی بعدی و جنگ برای اتحاد
از سال ۸۸۹ تا ۹۳۵ میلادی، شیلای متحد به دلیل فساد و درگیری‌های داخلی شروع به زوال کرد که منجر به احیای باکجه جدید و گوگوریو جدید شد. راهبی به نام کونگ یه، هوگوگوریو را تأسیس کرد اما در سال‌های بعد نام‌ها را به ماجین و ته‌بونگ تغییر داد. پدر ته‌جو، وانگ یونگ (که بعدها پس از مرگش نام معبد سجو از گوریو به او داده شد)، به همراه بسیاری از قبایل محلی، به سرعت تسلیم کونگ یه شدند. وانگ کون پس از پدرش به خدمت کونگ یه، رهبر آینده ته‌بونگ، درآمد و خدمت خود را تحت فرمان کونگ یه آغاز کرد.
در سال ۹۰۰، او لشکرکشی موفقیت‌آمیزی را علیه طوایف محلی و ارتش بکجه جدید در منطقه چونگجو رهبری کرد و شهرت و اعتبار بیشتری از پادشاه کسب کرد. در سال ۹۰۳، او یک لشکرکشی دریایی معروف را علیه خط ساحلی جنوب غربی بکجه جدید (کومسونگ، بعداً ناجو) رهبری کرد، در حالی که کیون هوان در حال جنگ با شیلا بود. او چندین لشکرکشی نظامی دیگر را رهبری کرد و به مردم تحت سلطه شیلا که در فقر زندگی می‌کردند، کمک کرد. مردم به دلیل رهبری و سخاوت او، او را دوست داشتند. او همچنین نیروی دریایی ته بونگ را رهبری کرد، گومسونگ را از بکجه جدید گرفت، آن را به ناجو تغییر نام داد و در سال ۹۰۳ سربازان را مستقر کرد. در سال ۹۰۹، وانگ کون دریاسالار نیروی دریایی شد و نیروهای دریایی را رهبری کرد. کیون هوان کشتی فرستاده را از شهرستان یئومهائه در حوزه قضایی گوانگجو تصرف کرد. در آن سال، وانگ کون با ۲۵۰۰ سرباز، جیندو و کویدو (皐夷島) از بکجه جدید را تصرف کرد. سال بعد، هنگامی که کیون هوان دوباره ناجو را تهدید کرد، وانگ کون نیروهای دریایی کیون هوان را در بندر ناجو شکست داد و به بندر باننام هیون (潘南縣) رسید، رهبر دزدان دریایی نونگ چانگ را دستگیر کرد و برای گردن زدن او به گونگ یه فرستاد. این فعالیت نظامی دریایی وانگ کون قبل از تأسیس گوریو و همزمان با فعالیت دریایی ته بونگ بود.
با این حال، کونگ یه شروع به نامیدن خود به عنوان بودا کرد و افرادی را که مخالفت خود را با استدلال‌های مذهبی او ابراز می‌کردند، مورد آزار و اذیت قرار داد. او بسیاری از راهبان، و سپس بعداً، حتی همسر و دو پسرش را اعدام کرد و عموم مردم شروع به رویگردانی از او کردند. آیین‌های پرهزینه و حکومت خشن او باعث مخالفت بیشتر شد. در سال ۹۱۸، چهار نفر از ژنرال‌های او - هونگ یو، پائه هیون-گیونگ، سین سونگ-گیوم و پوک چیگیوم - ته بونگ را سرنگون کردند و وانگ کون را به عنوان پادشاه ته جو منصوب کردند.
در سال ۹۲۷، کیون هوان از بکجه جدید، نیروها را به پایتخت شیلا، گیونگجو، هدایت کرد و پادشاه آن، پادشاه گیونگه، را دستگیر و اعدام کرد. سپس او پادشاه گیونگسون را به عنوان پادشاه دست نشانده خود منصوب کرد، قبل از اینکه ارتش خود را به سمت گوریو سوق دهد. با شنیدن این خبر، تجو با ۵۰۰۰ سواره نظام حمله‌ای را برای حمله به نیروهای کیون در راه بازگشت به خانه در گونگسان در نزدیکی دگو برنامه‌ریزی کرد. او با نیروهای بکجه جدید روبرو شد و شکست فاجعه‌باری را متحمل شد و بیشتر ارتش خود، از جمله ژنرال‌هایش کیم ناک و سین سونگ گیوم، همان مردی که وانگ را به عنوان پادشاه تاجگذاری کرد، را از دست داد. با این حال، گوریو به سرعت از شکست خود بهبود یافت و با موفقیت از حمله بکجه جدید در جبهه خود دفاع کرد.
در سال ۹۳۵، آخرین پادشاه شیلا، پادشاه گیونگ‌سان، احساس کرد که هیچ راهی برای احیای پادشاهی‌اش وجود ندارد و تمام سرزمین خود را به تجو تسلیم کرد. تجو با کمال میل تسلیم او را پذیرفت و به او عنوان شاهزاده داد و دخترش را به عنوان یکی از همسرانش پذیرفت (وانگ شش ملکه و همسران بسیار بیشتری داشت زیرا با دختران هر رهبر محلی ازدواج کرده بود). این امر باعث انزجار زیادی برای کیون هوان شد. پدر کیون که ادعای مالکیت منطقه سانگجو را داشت، نیز به گوریو گریخت و تسلیم شد و به عنوان پدر یک پادشاه پذیرفته شد. پسر بزرگ کیون هوان، کیون سینگ-گوم، به همراه برادرانش یانگ-گوم و یونگ-گوم، علیه پدرشان که برادر ناتنی‌شان، کووم-گانگ، را به عنوان جانشین خود برای تاج و تخت ترجیح می‌داد، کودتا کردند. کیون هوان به تبعید فرستاده شد و در گومسانسا زندانی شد، اما به گوریو فرار کرد و مانند پدر تجو که درست قبل از تسلیم شدنش درگذشت، با او رفتار شد.
در سال ۹۳۶، وانگ آخرین لشکرکشی خود را علیه کیون سینگ-گوم از بکجه جدید رهبری کرد. کیون سینگ-گوم با تائجو جنگید، اما با مواجهه با معایب و درگیری‌های داخلی فراوان، تسلیم تائجو شد. وانگ سرانجام رسماً بکجه جدید را اشغال کرد و برای دومین بار از زمان شیلای متحد، ملت را متحد کرد. او تا سال ۹۴۳ حکومت کرد.

### جنگ گوریو-خیتان
تجو دشمنی شدیدی با خیتان‌هایی که بالهائه را نابود کرده بودند، نشان داد. سلسله لیائو در سال ۹۴۲، ۳۰ فرستاده به همراه ۵۰ شتر به عنوان هدیه فرستاد، اما وانگ کون، با وجود پیامدهای دیپلماتیک عمده، فرستادگان را تبعید کرد و شترها را به تلافی قتل بالهائه، زیر پلی از گرسنگی مرد. طبق گفته زی‌ژی تونگ‌جیان، تجو به گائوزو از جین جدید پیشنهاد داد که به عنوان انتقام نابودی بالهائه به خیتان‌ها حمله کنند. علاوه بر این، او در ده فرمان خود به فرزندانش اظهار داشت که خیتان‌ها هیچ تفاوتی با حیوانات ندارند و باید در برابر آنها محافظت شوند.

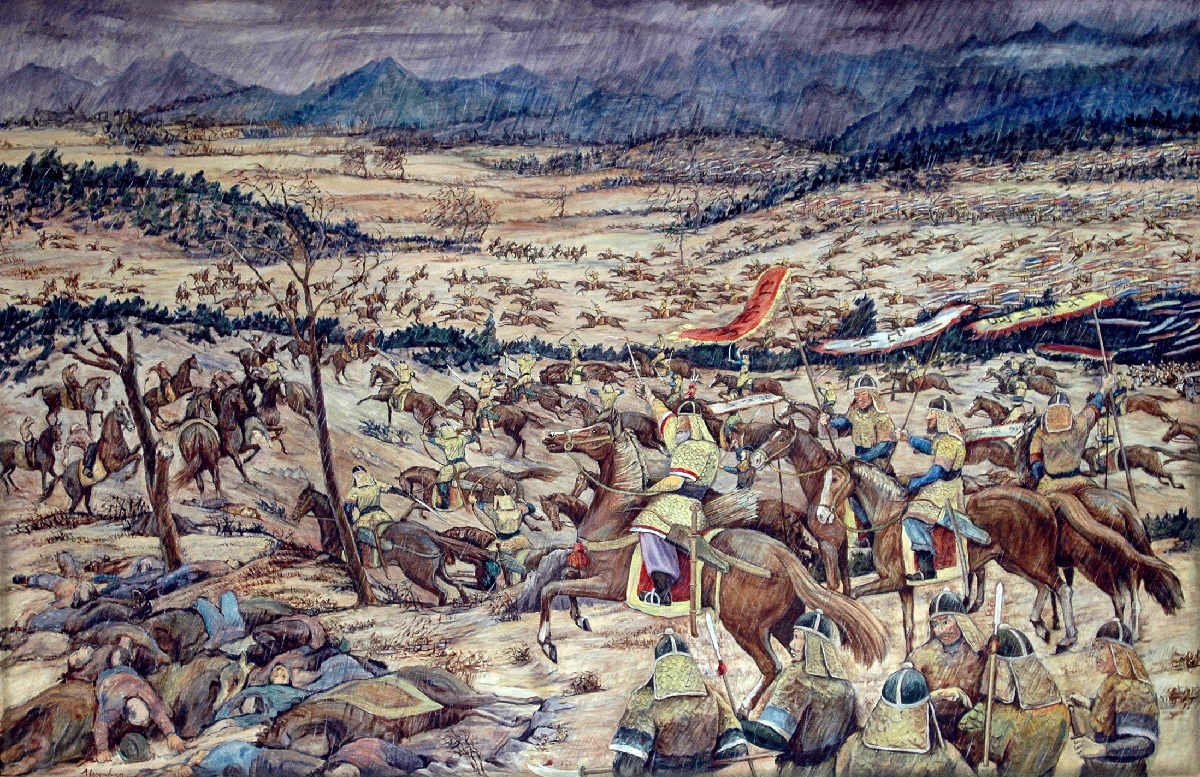
پرتره ای از نبرد گوریو_خیتان

«حادثه پل مانبو» در سال ۹۴۲، گوریو را مجبور کرد تا خود را برای درگیری با امپراتوری خیتان آماده کند: جئونگ‌جونگ در سال ۹۴۷ یک نیروی ذخیره نظامی متشکل از ۳۰۰۰۰۰ سرباز به نام «ارتش درخشان» تأسیس کرد و گوانگ‌جونگ قلعه‌هایی در شمال رودخانه چونگچون ساخت و به سمت رودخانه یالو گسترش یافت. خیتان‌ها گوریو را یک تهدید بالقوه می‌دانستند و با افزایش تنش‌ها، در سال ۹۹۳ به آن حمله کردند. کره‌ای‌ها در اولین رویارویی خود با خیتان‌ها شکست خوردند، اما با موفقیت در برابر آنها در رودخانه چونگچون دفاع کردند. مذاکرات بین فرمانده گوریو، سو هوی، و فرمانده لیائو، شیائو سانینگ، آغاز شد. در نتیجه، گوریو وارد یک رابطه خراجگزاری اسمی با لیائو شد و روابط خود را با سونگ قطع کرد و لیائو سرزمین شرق رودخانه یالو را به گوریو واگذار کرد. پس از آن، گوریو «شش شهرک پادگانی در شرق رودخانه» را در قلمرو جدید خود تأسیس کرد. در سال ۹۹۴، گوریو به سونگ پیشنهاد حمله نظامی مشترک به لیائو را داد، اما رد شد. پیش از این، در سال ۹۸۵، زمانی که سونگ پیشنهاد حمله نظامی مشترک به لیائو را داده بود، گوریو این پیشنهاد را رد کرده بود. برای مدتی، گوریو و لیائو از یک رابطه دوستانه برخوردار بودند. در سال ۹۹۶، سونگ جونگ با یک شاهزاده خانم لیائو ازدواج کرد
با گسترش و قدرتمندتر شدن امپراتوری خیتان، از گوریو خواسته شد که شش شهرک پادگانی را واگذار کند، اما گوریو امتناع ورزید. در سال ۱۰۰۹، کانگ چو کودتایی ترتیب داد و موکجونگ را ترور کرد و هیون جونگ را بر تخت نشاند. در سال بعد، به بهانه انتقام موکجونگ، امپراتور شنگ زونگ از لیائو با ارتشی متشکل از ۸۰۰/۰۰۰ سرباز به گوریو حمله کرد. در همین حال، گوریو سعی کرد با سونگ روابط برقرار کند اما نادیده گرفته شد، زیرا سونگ در سال ۱۰۰۵ با پیمان چان‌یوان موافقت کرده بود. گوریو در اولین نبرد علیه لیائو به رهبری یانگ کیو پیروز شد، اما در دومین نبرد به رهبری کانگ چو شکست خورد: ارتش گوریو تلفات سنگینی متحمل شد و پراکنده شد و بسیاری از فرماندهان، از جمله خود کانگ چو، دستگیر یا کشته شدند. بعداً، پیونگ یانگ با موفقیت دفاع شد، اما ارتش لیائو به سمت که سونگ پیشروی کرد. هیون جونگ، به توصیه کانگ کام-چان، به جنوب ناجو تخلیه شد و کمی پس از آن که سونگ توسط ارتش لیائو مورد حمله و غارت قرار گرفت. او سپس‌ها کونگ-جین و گو یونگ-گی را برای درخواست صلح فرستاد، با این وعده که شخصاً به امپراتور لیائو ادای احترام خواهد کرد، و خیتان‌ها، که حملات ارتش تجدید سازمان یافته کره را تحمل می‌کردند و خطوط تدارکاتی را مختل می‌کردند، پذیرفتند و عقب‌نشینی خود را آغاز کردند. با این حال، خیتان‌ها در طول عقب‌نشینی خود بی‌وقفه مورد حمله قرار گرفتند. یانگ کیو ۳۰۰۰۰ اسیر جنگی را نجات داد، اما در نبرد جان باخت. طبق تاریخ لیائو، خیتان‌ها گرفتار باران‌های شدید شدند و بسیاری از زره‌ها و سلاح‌های خود را دور انداختند. طبق گوریوسا، خیتان‌ها هنگام عبور از رودخانه یالو مورد حمله قرار گرفتند و بسیاری از آنها غرق شدند. پس از آن، هیون جونگ به وعده خود مبنی بر ادای احترام حضوری به امپراتور لیائو عمل نکرد و هنگامی که از او خواسته شد شش شهرک پادگانی را واگذار کند، از این کار خودداری کرد.
خیتان‌ها در سال ۱۰۱۴ پلی بر روی رودخانه یالو ساختند و در سال‌های ۱۰۱۵، ۱۰۱۶ و ۱۰۱۷ حمله کردند: پیروزی در سال ۱۰۱۵ از آن کره‌ای‌ها، در سال ۱۰۱۶ از آن خیتان‌ها و در سال ۱۰۱۷ از آن کره‌ای‌ها شد. در سال ۱۰۱۸، لیائو تهاجمی را به رهبری شیائو پایا، برادر بزرگتر شیائو سونینگ، با ارتشی متشکل از ۱۰۰/۰۰۰ سرباز آغاز کرد. ارتش لیائو بلافاصله در کمین افتاد و تلفات سنگینی متحمل شد: فرمانده گوریو، کانگ کام-چان، شاخه بزرگی از رودخانه یالو را مسدود کرده و آب را روی سربازان بی‌خبر خیتان رها کرده بود که سپس توسط ۱۲۰۰۰ سواره نظام نخبه مورد حمله قرار گرفتند. ارتش لیائو تحت آزار و اذیت مداوم دشمن به سمت که سونگ پیشروی کرد، اما پس از شکست در تصرف پایتخت که به خوبی دفاع می‌شد، مدت کوتاهی عقب‌نشینی کرد. ارتش لیائو که در حال عقب‌نشینی بود، توسط کانگ کام-چان در کوسونگ امروزی متوقف شد و شکست بزرگی متحمل شد و تنها چند هزار سرباز فرار کردند. شنگ‌زونگ قصد حمله مجدد داشت اما با مخالفت داخلی روبرو شد. در سال ۱۰۲۰، گوریو خراج فرستاد و لیائو پذیرفت و بدین ترتیب روابط خراج‌گذاری صوری از سر گرفته شد. شنگ‌زونگ از هیون‌جونگ نخواست که شخصاً ادای احترام کند یا شش شهرک پادگانی را واگذار کند. تنها شرایط «اعلامیه خراج‌گذاری» و آزادی فرستاده بازداشت شده لیائو بود. تاریخ لیائو ادعا می‌کند که هیون‌جونگ «تسلیم» شد و شنگ‌زونگ او را «عفو» کرد، اما به گفته هانس بیلنشتاین، «در زبان سلسله‌ای آن، این چیزی بیش از این نیست که دو کشور به عنوان شرکای برابر صلح کردند (که در سال ۱۰۲۲ رسمیت یافت)». هیون‌جونگ عنوان سلطنت خود را حفظ کرد و روابط دیپلماتیک خود را با سلسله سونگ حفظ کرد. که‌سونگ، باشکوه‌تر از قبل، بازسازی شد و از سال ۱۰۳۳ تا ۱۰۴۴، چئولی جانگ‌سونگ، دیواری که از دهانه رودخانه یالو تا ساحل شرقی شبه جزیره کره امتداد داشت، برای دفاع در برابر تهاجمات آینده ساخته شد. لیائو دیگر هرگز به گوریو حمله نکرد.
جنگ گوریو-جورچن